# Céline Delforge
Céline Delforge (Elsene, 29 oktober 1976) is een Belgisch politica van Ecolo.

## Levensloop
Céline Delforge is licentiate in de politieke wetenschappen aan de ULB.
In 1999 begon ze aan haar loopbaan als parlementair assistent van toenmalig Ecolo-volksvertegenwoordiger Vincent Decroly en vervulde dit mandaat tot in 2001.
In 2000 werd Delforge zelf actief bij Ecolo en trad ze toe tot de Brusselse afdeling van deze partij, waar ze van 2001 tot 2004 werkte als bediende. Bij de gemeenteraadsverkiezingen van 2000 werd ze verkozen tot gemeenteraadslid van Brussel en werd ze fractievoorzitster van Ecolo in de gemeenteraad. In 2003 moest ze beide mandaten stopzetten toen ze naar Elsene verhuisde.
In 2003 behoorde ze tot de medeoprichters van de jongerenafdeling van Ecolo. Van 2004 tot 2019 was ze lid van het Brussels Hoofdstedelijk Parlement, waarvan ze vanaf 2009 de ondervoorzitster was. Bij de verkiezingen van 2019 was ze geen kandidaat meer. Na afloop van haar parlementaire loopbaan werd ze accountant bij de staf van de Europese Groene Partij.